# Yamanobe
Yamanobe (japanska: 山辺町?, Yamanobe-machi) är en landskommun (köping) i Yamagata prefektur i Japan. 